# Charles de Watteville

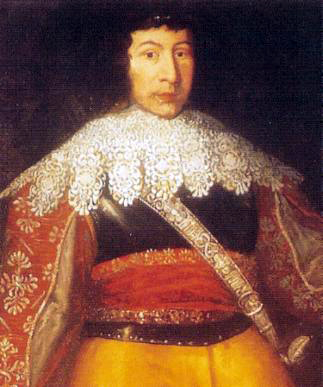
Charles de Watteville. Sammlung des Marquis de Leganés,
entstanden in Italien ca. 1637–40

Wappen der Barone de Watteville

Charles de Watteville (* 1605 in Nozeroy; † 1670 in Lissabon) war ein aus der Bourgogne-Franche-Comté stammender Militärkommandant und Diplomat im Dienst des spanischen Königs Philipp IV.

## Herkunft
Charles de Joux, baron de Watteville (auch: Charles Watteville de Joux, Don Carlos de Batteville oder Charles de Vatteville, der Name lehnt sich an den Ort Wattenwil an), comte de Corvierre (auch: Corviers, heute La Corbière, ab 1678 französisch), Ritter des Ordens vom Goldenen Vlies, entstammte einem Zweig der Berner Patrizierfamilie Wattenwyl, der schon lange im Dienste des Hauses Habsburg stand.

## Militärische Dienste
Im Dreißigjährigen Krieg diente Charles de Watteville (spanisch: Barón de Batteville) 1623 in burgundischen Heeresteilen unter spanischer Fahne im Kampf gegen die Franzosen im Veltlin. 1638 erhielt er das Kommando über ein burgundisches Tercio (spanische Infanterieeinheit) und war im habsburgischen Herzogtum Mailand bei der Verteidigung von Trino eingesetzt, das 1643 von Marschall Turenne belagert wurde. Sodann verteidigte er 1646 Festungen in der Toskana und nahm 1648 im Rang eines Maréchal de camp an der Rückeroberung von Neapel teil. Er führte auch diverse Verhandlungen im Namen des spanischen Königs.
Weitere Missionen zur Schwächung der französischen Königsmacht führten ihn zu den Frondeuren nach Bordeaux. Am 16. Januar 1650 traf er auf Einladung der dortigen Heerführer Sauvebœuf und Lusignan ein und wohnte am 18. Januar wohl auch der Totenmesse zu Ehren des jüngst gefallenen Frondeur-Generals Chamberet bei. Bevor es jedoch zu weiteren Vereinbarungen kommen konnte, wurde Watteville vom Bordelaiser Parlement im selben Monat, unverrichteter Dinge, ausgewiesen, um den aktuellen Friedensvertrag der Stadt Bordeaux mit der französischen Krone einzuhalten.
Beim Wiederaufflammen der Kämpfe, schickte Watteville, seit 1651 auf Empfehlung des Luis de Haro Gouverneur und Capitaine-général der spanischen Grenzfestung San Sebastian in Gipuzkoa, dennoch Unterstützungen an die Frondeure. So wurde am 8. August 1652 eine etwa 1000 Mann starke irische Söldnertruppe angelandet, und später eine Intervention durch die spanische Flotte in der Schlacht bei Bordeaux (1653) veranlasst.

## Botschafter in London
Nachdem er 1654 von einem Onkel mütterlicherseits die Grafschaft Corviers (La Corbière) geerbt hatte, wurde er 1660 von König Philipp IV. aus Gipuzkoa abberufen und zum permanenten Botschafter in London (Ambassador to the Court of St James’s) auserkoren, und zwar als Nachfolger seines Neffen II. Grades Jean Charles de Watteville-Conflans (1628–1698), der dort zuvor außerordentlicher Botschafter gewesen war. Jean Charles war, kurz nachdem Karl II. mit seiner Thronbesteigung am 29. Mai 1660 die Englische Republik beendet hatte, als dessen ehemaliger Kampfgefährte, nach London gesandt worden.
Am 7. September 1660 wurde Charles de Watteville nach London geschickt und ersetzte dort seinen Neffen Jean-Charles, Marquis de Conflans, der nach Flandern zurückkehrte. Am 15. Februar 1661 forderte Lord High Treasurer, Thomas Wriothesley, 4. Earl of Southampton von Charles de Watteville Zoll für die Einfuhr von 20 Tonnen spanischen und französischen Weins.
In dieser Zeit verschlechterten sich die anglo-hispanischen Beziehungen weiterhin aufgrund der Parteinahme des englischen Königs für Portugal und der kriegstreiberischen Politik des Lord Clarendon. Clarendon nahm auch Anstoß an der Person Wattevilles und beschrieb ihn wie folgt:

„[…] Ein rüder Mann, der vom Land zu stammen scheint, aber die höfischen Intrigen besser beherrscht als die meisten Spanier, und außer wenn ihn seine Leidenschaft übermannt, in seinen Verhandlungen stets bedacht und gerissen vorgeht […]“

## Londoner Kutschenstreit
Am 30. September 1661 kam es dann beim Einzug des neuen schwedischen Botschafters Brahe in London tatsächlich zu einer, als Londoner Kutschenstreit in die Geschichte eingegangenen, Rangelei der spanischen Delegation unter Botschafter Watteville und der französischen Delegation unter d’Estrades um den Vortritt im Zeremoniell, was in Auseinandersetzungen bewaffneter Diener und Parteigänger beider Seiten mit mehreren Toten ausartete.
Neue Gesandte in London wurden allgemein mit einem Umzug, an dem sich das diplomatische Corps beteiligte, zu ihrer Residenz begleitet. Watteville hatte hierfür seine Kalesche und etwa vierzig Mann bewaffnete Botschaftsdiener zur Tower Wharf an die Themse entsandt. Die Kalesche des Gesandten von Ludwig XIV., Godefroi, comte d’Estrades, war dort ebenfalls vorgefahren. Estrades hatte zudem seinen Sohn mit etwa 150 Mann Botschaftspersonal entsandt, von welchen 40 Feuerwaffen mitführten. Als der schwedische Gesandte an Land gegangen war und in der königlichen Kalesche Platz genommen hatte, versuchte die französische Kalesche, sich vor die spanische zu drängen, was Wattevilles Spanier abwehrten. Die Franzosen waren zwar gut bewaffnet, doch im folgenden Handgemenge gewannen die Spanier die Oberhand, da sie vorsorglich zahlreiche Schaulustige bestochen hatten.

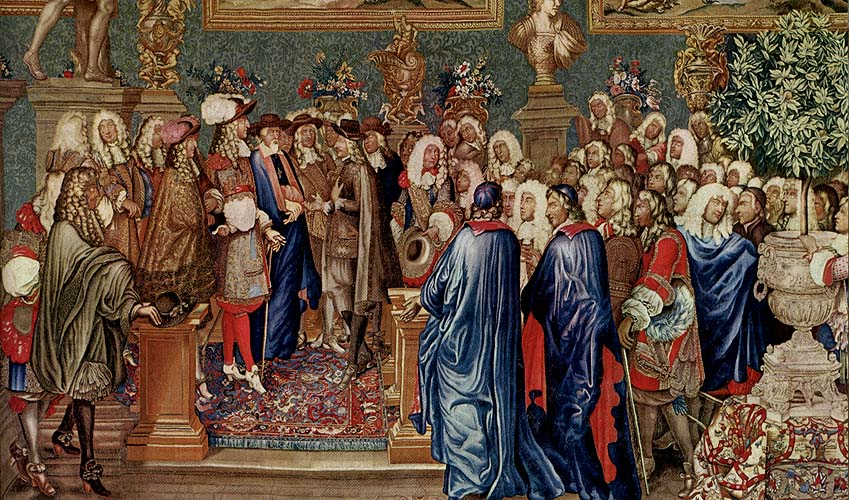
Entschuldigungsaudienz in Paris 1662

Das französische Botschaftspersonal attackierte nun das spanische mit Hieb- und Schusswaffen. In Selbstverteidigung töteten Spanier und „verpflichtete“ Anwohner zwei Pferde vor der französischen Kalesche, verwundeten einen Gesandten sowie Angehörige der Delegation des französischen Botschafters tödlich, zogen den französischen Kutscher vom Kutschbock und behaupteten ihren privilegierten Platz in der Parade. Daher konnten die Franzosen nur noch an nachrangiger Stelle am Einzug teilnehmen. Allgemein erkannte man die Spanier als Sieger in diesem Kleingefecht an, das mehrere Todesopfer gefordert hatte.
Als fünf Tage später Ludwig XIV. von dem Vorfall erfuhr, ließ er erbost den spanischen Botschafter aus Frankreich ausweisen und wies seinen Botschafter am Hof von Philipp IV. (Spanien) an, unter Androhung von Krieg Genugtuung zu verlangen, welche darin bestehen sollte, dass Watteville bestraft und zur Persona non grata an den Höfen erklärt würde. Zudem forderte Ludwig XIV. eine öffentliche Entschuldigung des Königs von Spanien und den uneingeschränkten Vorrang Frankreichs in allen Angelegenheiten und an allen Höfen Europas. Der Botschafter Frankreichs in Spanien wurde sodann abgezogen.

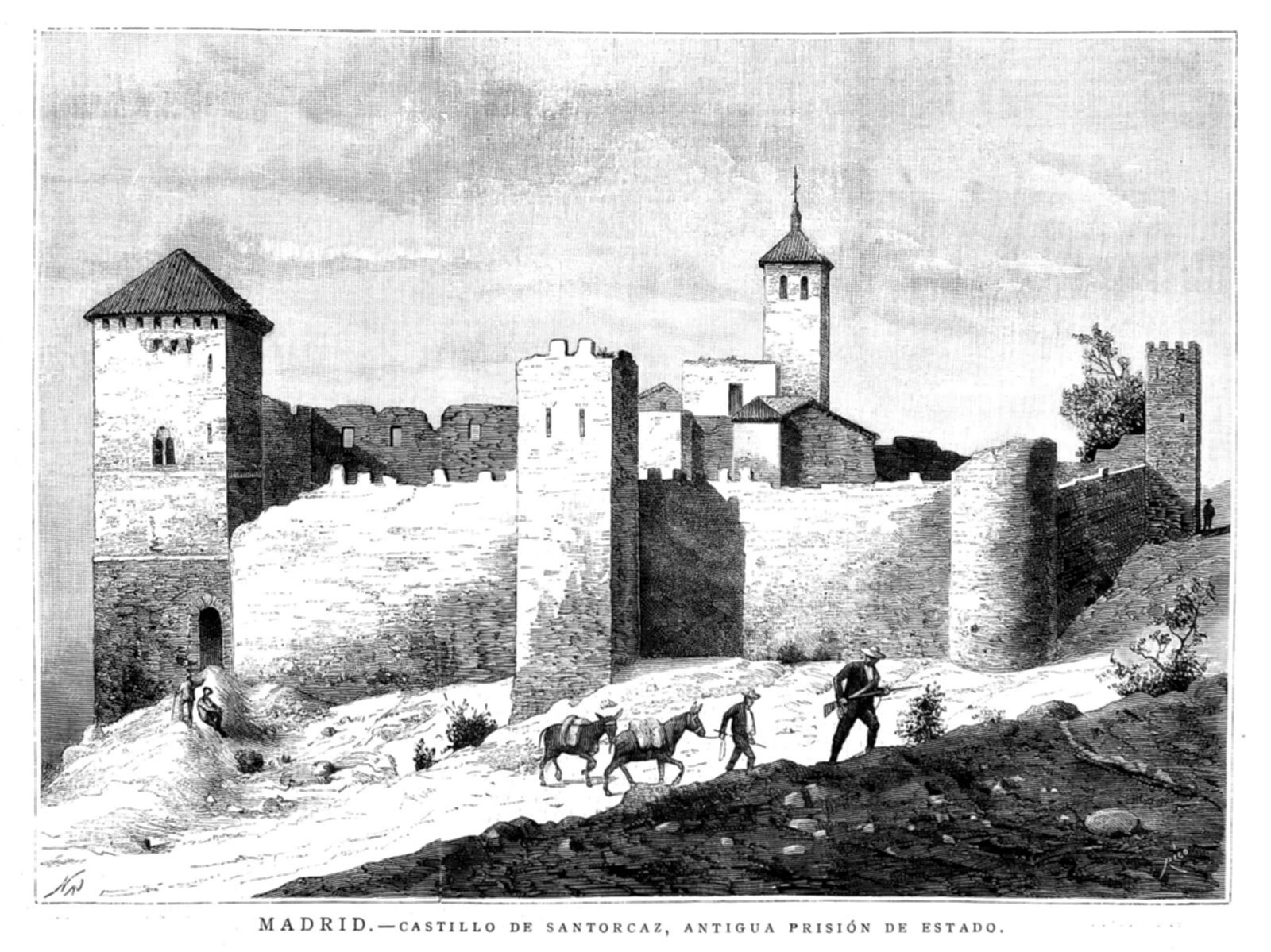
Burg Torremocha (Santorcaz)

Daraufhin erwirkte der neue französische außerordentliche Botschafter Aubusson in Spanien von Philipp IV. die Entsendung eines spanischen Sonderemissionärs, Marques de la Fuente, nach Paris, um dort das Verhalten von Wattewille öffentlich zu missbilligen und zu verkünden, dass der allerchristlichste spanische König seinen Botschaftern verboten hätte, Rivalitäten auszuleben. Am 24. März 1662 fand eine Entschuldigungsaudienz des spanischen Gesandten Fuente vor Ludwig XIV. statt.

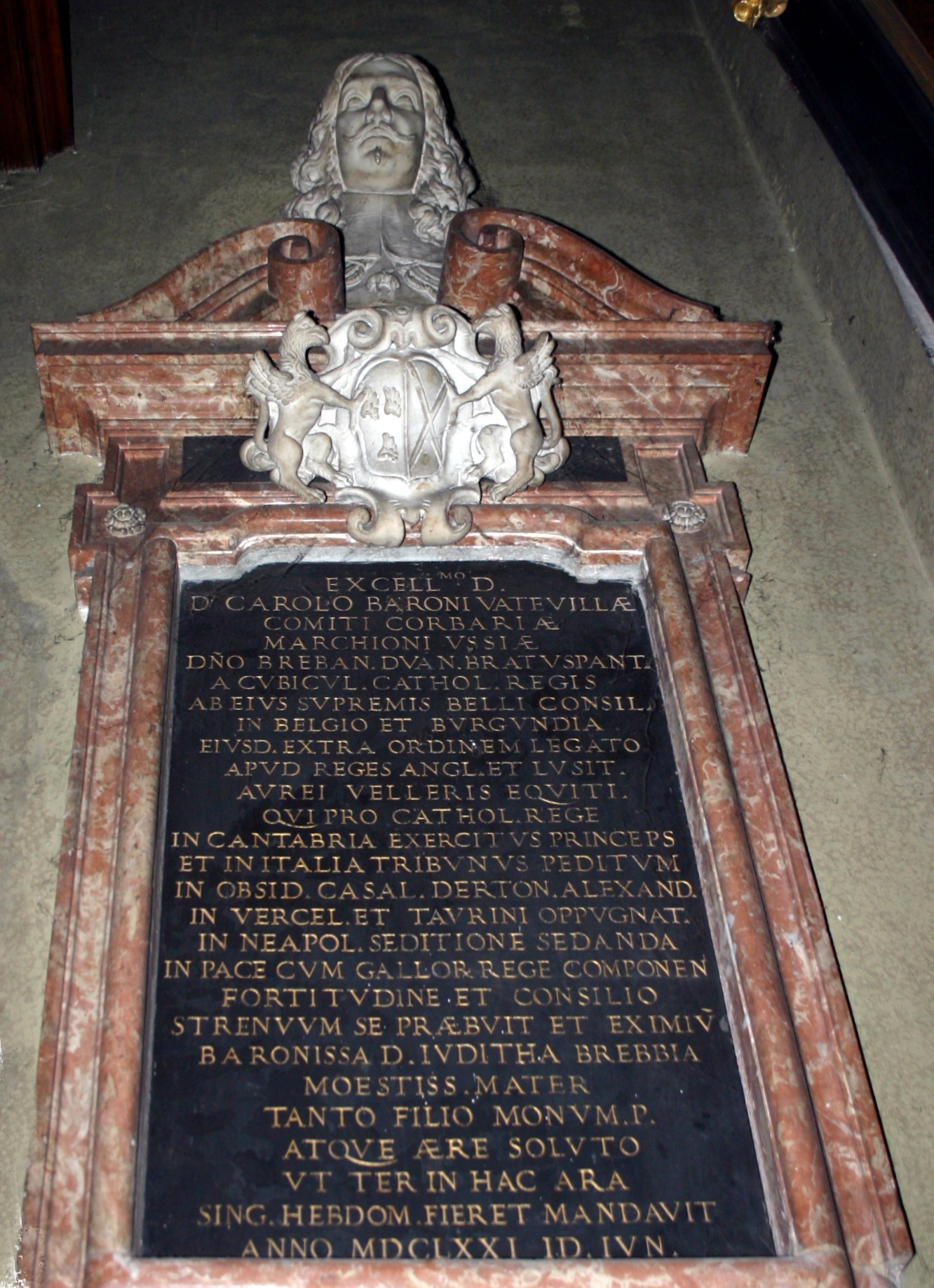
Epitaph Wattevilles in Mailand (1671), gestiftet von Giuditta Brebbia

Watteville war nach der Androhung der Kriegserklärung bereits unverzüglich aus London nach Madrid abberufen worden. Er wurde sodann 4 Jahre lang im Castillo de Torremocha (Santorcaz) bei Madrid gefangen gehalten, um ihm Gelegenheit zum Überdenken der ihm vorgeworfenen Vergehen zu geben, wobei jedoch recht milde Haftbedingungen vermutet werden können, selbst obwohl diese Strafmaßnahme aus damaligen politischen Gründen öffentlich durchgeführt werden musste. Diese „Strafe“ hatte wohl vor allem den Zweck, etwaigen weiteren Kompensationsforderungen des „beleidigten“ französischen Königs zuvorzukommen.

## Spätere Laufbahn als Diplomat
Bald nach dem Tod Philipps IV. konnte sich Watteville erneut öffentlich des Vertrauens des spanischen Königshauses erfreuen und wurde 1666 von der spanischen Regentin, der Königinwitwe Maria Anna von Habsburg, als außerordentlicher Botschafter nach Rom versetzt, wo er mit seinem Bruder, dem spanischen Botschafter in den Schweizer Kantonen, Jean de Watteville, bei der Vorbereitung eines Defensivbündnisses kooperierte, das die Sicherheit der Freigrafschaft Burgund garantieren sollte. Er nahm dann im Zuge des Restaurationskriegs an Verhandlungen zur Verteidigung der umstrittenen Freigrafschaft Burgund teil, die von den Franzosen beansprucht wurde (die zuvor Portugal, sogar mit Expeditionstruppen unter Marschall Friedrich von Schomberg aktiv gegen Spanien unterstützt hatten). Um 1668 wurde Watteville der neue spanische Botschafter in Portugal, wo er 1670 verstarb. Kurz vor seinem Tod war er von Maria Anna von Habsburg noch zum Ritter des Orden vom Goldenen Vlies ernannt worden.

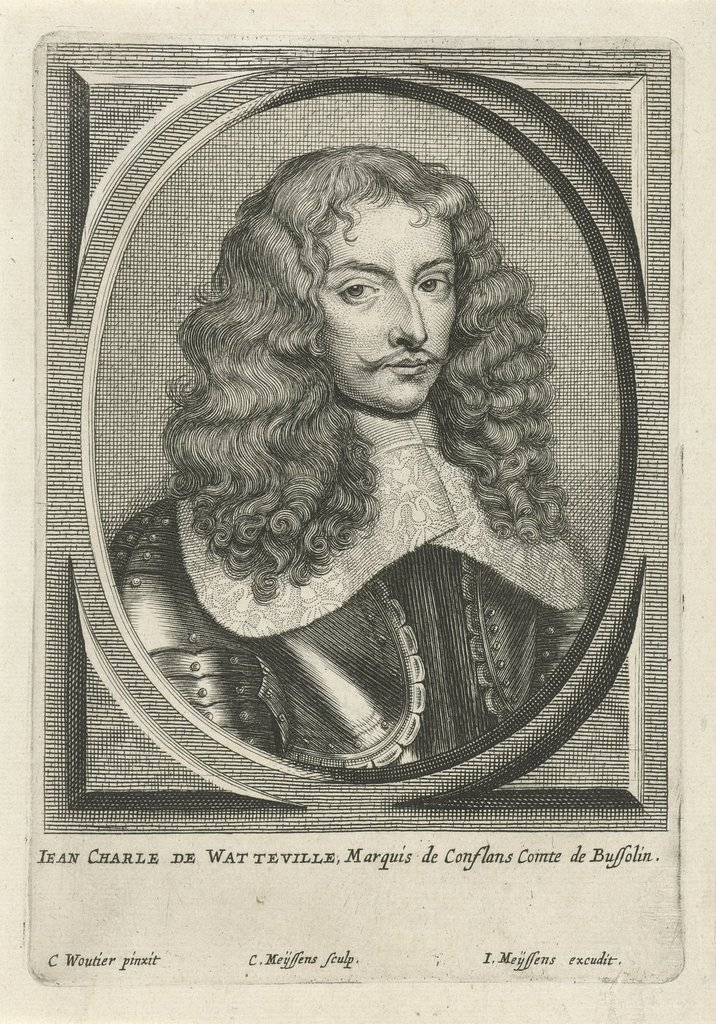
Jean Charles de Watteville (* 1628; † 1699), Marquis de Conflans

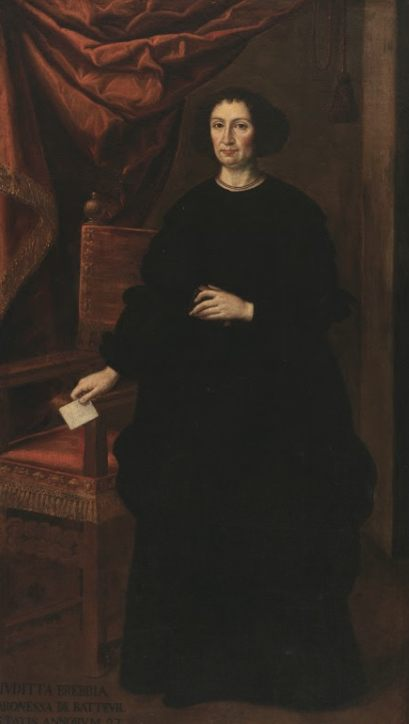
Giuditta Brebbia de Watteville

## Familie
Über Ehen und etwaige Nachkommen ist nichts bekannt. Seine ungefähre Abstammung  und (noch heute oft verwechselten) näheren Verwandten sind wie folgt:
Jacques II. Seigneur de Watteville, Schultheiss von Bern; ⚭ Magdalena von Muleren
- Jean-Jacques de Watteville († 1560, Schweizer Militär); ⚭ Rose de Chauvirey
  - Nicolas de Watteville, ab 1598 Marquis de Versoy; ⚭ Anne de Grammont de Joux
    - Guerhard (Gérard) de Joux de Watteville, Marquis de Conflans[19] (1575–1637), Oberkommandierender der spanischen Truppen 1635 in Burgund; dann Savoyer Diplomat[3]; ⚭ Catherine de Boba
      - Philippe-François de Watteville, Marquis de Conflans, Comte de Busselin etc. (* 1601; † 1635 in Bletterans an Pest); ⚭ Louise-Christine von Nassau-Dillenburg, Tochter des Grafen Johann II. von Nassau-Dillenburg und der Marguerite Herzogin von Holstein-Sonderburg
        - Thomas-Eugen, Rittmeister († 1650 Schlacht bei Rethel)
        - Jean, Hauptmann der Infanterie († Italien)
        - Jean Charles de Watteville (* 1628; † 1699), Marquis de Conflans (Marquis de Batteville), Kavalleriegeneral in Flandern, Gouverneur von Luxemburg († 1699); ⚭ 1655 Desle de Bauffremont († 1682), Tochter des Joachim, Marquis de Listenois
          - zahlreiche Nachkommen, u. a. Charles-Emmanuel de Watteville, Marquis de Conflans (spanischer Generalleutnant bis 1701; † in Burgund)

        - Anne-Desirée; ⚭ Jacques de Saint-Maurice, comte de Bosjean
        - Marie, Äbtissin

    - Jean, Bischof von Lausanne, † 1649
    - Pierre de Watteville de Joux (1571 ? – ermordet 1631 in Katalonien), Kavalleriegeneral; ⚭ Giuditta di Brebbia, Gräfin von Corvier, auch Judith de Berbier (* Mailand; † 1682)[20]
      - Charles de Watteville (* 1605 in Nozeroy; † 1670 in Lissabon)
      - Jean-Charles de Watteville (* 1613; † 1703 Mailand), spanischer Botschafter in den Schweizer Kantonen[3]
      - Jean de Watteville (* 1618; † 1702 mit 85 Jahren), Abt von Beaume